# Lipovník (Nitra)
Lipovník é um município da Eslováquia, situado no distrito de Topoľčany, na região de Nitra. Tem 6,44 km² de área e sua população em 2018 foi estimada em 329 habitantes.

## Demografia
| Ano:        | 1994 | 2004   | 2014   | 2024   |
| ----------- | ---- | ------ | ------ | ------ |
| Broj ljudi: | 345  | 332    | 324    | 309    |
| Razlika:    |      | -3,76% | -2,40% | -4,62% |

| Ano:               | 2023 | 2024   |
| ------------------ | ---- | ------ |
| Número de pessoas: | 311  | 309    |
| Diferença:         |      | -0,64% |